# ایهور چرنومور
ایهور چرنومور (اوکراینی: Ігор Сергійович Черномор؛ زادهٔ ۲۵ فوریهٔ ۱۹۸۵) بازیکن فوتبال اهل اوکراین است.
از باشگاه‌هایی که در آن بازی کرده‌است می‌توان به باشگاه فوتبال متالورگ-۲ دونتسک اشاره کرد.